# Palmar Arriba
Palmar Arriba är en ort i Dominikanska republiken.   Den ligger i provinsen Santiago, i den centrala delen av landet, 140 km nordväst om huvudstaden Santo Domingo. Palmar Arriba ligger 177 meter över havet och antalet invånare är 3 700.
Terrängen runt Palmar Arriba är kuperad norrut, men söderut är den platt. Runt Palmar Arriba är det tätbefolkat, med 319 invånare per kvadratkilometer. Närmaste större samhälle är Santiago de los Caballeros, 10,7 km söder om Palmar Arriba. Runt Palmar Arriba är det i huvudsak tätbebyggt.